# Puisieux-et-Clanlieu
Puisieux-et-Clanlieu és un municipi francès situat al departament de l'Aisne i a la regió dels Alts de França. L'any 2007 tenia 301 habitants.

## Demografia

### Població
El 2007 la població de fet de Puisieux-et-Clanlieu era de 301 persones. Hi havia 114 famílies de les quals 20 eren unipersonals (12 homes vivint sols i 8 dones vivint soles), 45 parelles sense fills, 45 parelles amb fills i 4 famílies monoparentals amb fills.
La població ha evolucionat segons el següent gràfic:
Habitants censats

### Habitatges
El 2007 hi havia 129 habitatges, 110 eren l'habitatge principal de la família, 9 eren segones residències i 9 estaven desocupats. Tots els 129 habitatges eren cases. Dels 110 habitatges principals, 93 estaven ocupats pels seus propietaris, 13 estaven llogats i ocupats pels llogaters i 4 estaven cedits a títol gratuït; 3 tenien dues cambres, 15 en tenien tres, 24 en tenien quatre i 68 en tenien cinc o més. 67 habitatges disposaven pel capbaix d'una plaça de pàrquing. A 48 habitatges hi havia un automòbil i a 45 n'hi havia dos o més.

### Piràmide de població
La piràmide de població per edats i sexe el 2009 era:
| Homes | Edats   | Dones |
| ----- | ------- | ----- |
| 0     | 95 o +  | 4     |
| 0     | 90 a 94 | 4     |
| 0     | 85 a 89 | 4     |
| 0     | 80 a 84 | 4     |
| 8     | 75 a 79 | 8     |
| 12    | 70 a 74 | 4     |
| 8     | 65 a 69 | 12    |
| 4     | 60 a 64 | 8     |
| 8     | 55 a 59 | 4     |
| 8     | 50 a 54 | 8     |
| 4     | 45 a 49 | 4     |
| 8     | 40 a 44 | 8     |
| 12    | 35 a 39 | 8     |
| 8     | 30 a 34 | 8     |
| 4     | 25 a 29 | 4     |
| 4     | 20 a 24 | 8     |
| 8     | 15 a 19 | 20    |
| 20    | 10 a 14 | 12    |
| 4     | 5 a 9   | 8     |
| 8     | 0 a 4   | 0     |

## Economia
El 2007 la població en edat de treballar era de 187 persones, 129 eren actives i 58 eren inactives. De les 129 persones actives 115 estaven ocupades (66 homes i 49 dones) i 13 estaven aturades (7 homes i 6 dones). De les 58 persones inactives 12 estaven jubilades, 22 estaven estudiant i 24 estaven classificades com a «altres inactius».

### Ingressos
El 2009 a Puisieux-et-Clanlieu hi havia 111 unitats fiscals que integraven 293 persones, la mediana anual d'ingressos fiscals per persona era de 15.441 €.

### Activitats econòmiques
Dels 11 establiments que hi havia el 2007, 1 era d'una empresa extractiva, 1 d'una empresa de fabricació d'altres productes industrials, 4 d'empreses de construcció, 2 d'empreses de comerç i reparació d'automòbils, 1 d'una empresa d'hostatgeria i restauració, 1 d'una empresa immobiliària i 1 d'una empresa de serveis.
Dels 4 establiments de servei als particulars que hi havia el 2009, 3 eren paletes i 1 lampisteria.
L'any 2000 a Puisieux-et-Clanlieu hi havia 16 explotacions agrícoles que ocupaven un total de 1.794 hectàrees.

## Poblacions més properes
El següent diagrama mostra les poblacions més properes.